# Андреев, Сергей Геннадьевич
Сергей Геннадьевич Андреев (род. 9 февраля 1964) — российский футбольный судья.

## Биография
На профессиональном уровне начал судить уже после распада СССР. В качестве главного судьи дебютировал 28 мая 1993 года в матче второй лиги ПФЛ «Ангара» — «Аган» (2:0). Матчи первого дивизиона начал судить в 1996 году.
В высшей лиге дебютировал 16 мая 1998 года в матче 8-го тура «Ростсельмаш» — «Тюмень» (4:0), в котором показал два предупреждения. Всего в период с 1998 по 2001 год отсудил 26 матчей высшей лиги. После 2001 года на игры высшей лиги не назначался, хотя продолжал судить матчи низших лиг. Завершил карьеру в 2007 году.